# Malaysian International Classic Race 2020
Malaysian International Classic Race 2020 est une course cycliste se déroulant en Malaisie le 15 février 2020. Le parcours part et arrive à Kuah (en) dans le district du Langkawi. C'est une course de catégorie 1.1 dépendant du circuit continental UCI Asia Tour 2020. Cette épreuve d'un jour se déroule le lendemain de l'arrivée du Tour de Langkawi 2020 à Kuah.  
Johan Le Bon remporte l'épreuve,.  

## Équipes
| WorldTeam- NTT Pro Cycling ProTeams (5)- Androni Giocattoli-Sidermec - Bardiani CSF Faizanè - Vini Zabù-KTM - B&B Hotels-Vital Concept p/b KTM - Nippo Delko One Provence Équipes continentales (14)- Aisan Racing Team - Team BridgeLane - PGN Road Cycling Team - KSPO Professional - ARA Pro Racing Sunshine Coast - SSOIS Miogee - St George Continental Cycling Team - Sapura - Terengganu Inc-TSG Cycling Team - Thailand Continental Cycling Team - Vino-Astana Motors - Wildlife Generation Pro Cycling - Utsunomiya Blitzen - HKSI Équipe nationale- Malaisie |
| |

## Classements
| \| Classement général \| Classement général \| Classement général \| Classement général \| Classement général \| \| Coureur \| Coureur \| Pays \| Équipe \| Temps \| \| ------------------ \| ------------------ \| ------------------ \| -------------------------------- \| ------------------ \| \| 1er \| Johan Le Bon \| France \| B&B Hotels-Vital Concept p/b KTM \| 3 h 37 min 03 s \| \| 2e \| Jesse Ewart \| Australie \| Team Sapura Cycling \| + 0 s \| \| 3e \| Lucas De Rossi \| France \| Nippo-Delko One Provence \| + 5 s \| \| 4e \| Matvey Nikitin \| Kazakhstan \| Vino-Astana Motors \| + 5 s \| \| 5e \| Cristian Raileanu \| Moldavie \| Team Sapura Cycling \| + 5 s \| \| 6e \| Masakazu Ito \| Japon \| Aisan Racing Team \| + 5 s \| \| 7e \| Ryu Suzuki \| Japon \| Utsunomiya Blitzen \| + 5 s \| \| 8e \| Drew Morey \| Australie \| Terengganu Inc-TSG Cycling Team \| + 5 s \| \| 9e \| Cyril Gautier \| France \| B&B Hotels-Vital Concept p/b KTM \| + 5 s \| \| 10e \| Alex Hoehn \| États-Unis \| Wildlife Generation Pro Cycling \| + 5 s \| |                   |            |                                  |                 |
| |                   |            |                                  |                 |
| Source : ProCyclingStats |                   |            |                                  |                 |
| Classement général |                   |            |                                  |                 |
| Coureur | Coureur           | Pays       | Équipe                           | Temps           |
| 1er | Johan Le Bon      | France     | B&B Hotels-Vital Concept p/b KTM | 3 h 37 min 03 s |
| 2e | Jesse Ewart       | Australie  | Team Sapura Cycling              | + 0 s           |
| 3e | Lucas De Rossi    | France     | Nippo-Delko One Provence         | + 5 s           |
| 4e | Matvey Nikitin    | Kazakhstan | Vino-Astana Motors               | + 5 s           |
| 5e | Cristian Raileanu | Moldavie   | Team Sapura Cycling              | + 5 s           |
| 6e | Masakazu Ito      | Japon      | Aisan Racing Team                | + 5 s           |
| 7e | Ryu Suzuki        | Japon      | Utsunomiya Blitzen               | + 5 s           |
| 8e | Drew Morey        | Australie  | Terengganu Inc-TSG Cycling Team  | + 5 s           |
| 9e | Cyril Gautier     | France     | B&B Hotels-Vital Concept p/b KTM | + 5 s           |
| 10e | Alex Hoehn        | États-Unis | Wildlife Generation Pro Cycling  | + 5 s           |